# Allan Snyder
Allan Snyder (California, 7 agosto 1914 – Hansville, 16 aprile 1994) è stato un truccatore statunitense.

## Biografia
Fu il truccatore di Marilyn Monroe per alcuni anni sino alla sua morte. Con l'aiuto della costumista Marjorie Plecher e della parrucchiera della Fox Agnes Flanagan si occupò della salma dell'attrice, rendendo per l'ultima volta il viso della diva sfavillante di luce e di colori. Le venne poi fissata sulla testa una parrucca bionda utilizzata nel film Gli spostati.

## Filmografia parziale

### Costumista - addetto makeup
- Le mura di Gerico (The Walls of Jericho), regia di John M. Stahl - non accreditato (1948)
- L'indiavolata pistolera (1949)
- Quando torna primavera  (1949)
- Se mia moglie lo sapesse (1949)
- Il ventaglio (The Fan), regia di Otto Preminger - trucco (1949)
- Per noi due il paradiso (1950)
- Due bandiere all'ovest (1950)
- Si può entrare? (1950)
- Gli uomini preferiscono le bionde (Gentlemen Prefer Blondes), regia di Howard Hawks  (1953), non accreditato
- Come sposare un milionario (1953), non accreditato
- La magnifica preda (1954), non accreditato
- Follie dell'anno (1954), non accreditato
- Quando la moglie è in vacanza (1955), non accreditato
- Fermata d'autobus (1956), non accreditato
- Il nudo e il morto (1958)
- La vendetta del ragno nero (1958)
- Salvate la Terra! (1959)
- Verboten, forbidden, proibito (1959)
- A qualcuno piace caldo (1959), non accreditato
- Facciamo l'amore (1960), non accreditato
- Gli spostati (1961), non accreditato
- Something's Got to Give (1962), non accreditato
- Papà, ma che cosa hai fatto in guerra? (1962)
- Hollywood Party (1968)
- Rosemary's Baby - Nastro rosso a New York (1968)
- Operazione Crêpes Suzette (1970)
- I contrabbandieri degli anni ruggenti (1970)
- Per grazia rifiutata (1970)
- E dopo le uccido (1971)
- Il divorzio è fatto per amare (1971)
- 1776, regia di Peter H. Hunt - trucco (1972)
- L'avventura del Poseidon (1972)
- Scream Blacula Scream (1973)
- È nata una stella (1976)
- Goodbye amore mio! (1977)
- In gara con la luna (1984)

## Riconoscimenti
Nominato per tre volte agli Emmy per il suo lavoro.